# Elasmopus balkomanus
Elasmopus balkomanus är en kräftdjursart som beskrevs av Thomas och J. L. Barnard 1988. Elasmopus balkomanus ingår i släktet Elasmopus och familjen Melitidae. Inga underarter finns listade i Catalogue of Life.